# William Eden, I barone Auckland
William Eden, I barone Auckland (1744 – Eden Farm, 1814), è stato un politico inglese.
Nel 1744 fu eletto alla camera dei Lord e nel 1778 si recò in America per patteggiare con George Washington. Nel 1780 divenne chief secretary d'Irlanda, ove fondò la Banca Nazionale. Fu ambasciatore in Spagna, nei Paesi Bassi e poi in Prussia, fino alla sua creazione come pari d'Inghilterra (1793).
Dal 1798 al 1804 fu ministro delle poste del Regno Unito.
Fu anche un violento antagonista della Rivoluzione francese.
Contribuì con William Blackstone alla riforma delle leggi penali e al miglioramento de regime carcerario, e pubblicò su questo soggetto, nel 1771, un apprezzato saggio intitolato Principles of Penal Law.